# 6227 Аланрубін
6227 Аланрубін (1981 EQ42, 1976 MA, 1978 VM3, 1978 WJ9, 6227 Alanrubin) — астероїд головного поясу, відкритий 2 березня 1981 року.
Тіссеранів параметр щодо Юпітера — 3,168.